# Гексанитрогексаазаизовюрцитан
Гексанитрогексаазаизовюрцитан (ГНИВ, HNIW, CL-20) — полициклический нитрамин, мощное взрывчатое вещество.

## История
Гексанитрогексаазаизовюрцитан был получен в 1987 г. в США в Исследовательском центре вооружений ВМС США «Чайна-Лейк» и показал высокие детонационные качества, зарекомендовав себя как мощное взрывчатое вещество. Корпорация Thiokol (США) в 1990 г. разработала опытную установку по получению гексанитрогексаазаизовюрцитана, выдававшую до 200 кг продукта за 1 загрузку.

## Физико-химические свойства
Гексанитрогексаазаизовюрцитан представляет собой бесцветное кристаллическое вещество. Нерастворим в холодной воде, малорастворим в этаноле, но хорошо растворяется в ацетоне (94,6 г/100 г при 25°С), ацетонитриле, этилацетате (45,0 г/100 г при 25°С), ледяной уксусной кислоте. Сравнительно химически устойчив, однако легко разлагается гидроксидами, амидами и цианидами щелочных металлов.
Гексанитрогексаазаизовюрцитан при нормальных условиях состоит из пяти устойчивых полиморфных модификаций, которые называются α-, β-, γ-, δ- и ε-формами. Они различаются между собой пространственной ориентацией нитрогрупп, типом кристаллической решётки и числом молекул в кристаллической решётке. Эти формы способны переходить друг в друга: β-форма (орторомбическая кристаллическая ячейка) переходит в γ-форму (моноклинная кристаллическая ячейка) при 185 °C, которая при нагревании до 230 °C меняет свою кристаллическую структуру. α-Форму получают осаждением гексанитрогексаазаизовюрцитана хлороформом из сульфолановых растворов. δ-Форма является лабильной и существует только в условиях высокого давления. Наиболее плотной структурой и самой высокой термической устойчивостью обладает ε-форма.

## Получение
Синтез гексанитрогексаазаизовюрцитана является многостадийным процессом. На первых стадиях синтеза получают каркас молекулы конденсацией глиоксаля с производными бензиламина по следующей схеме:
На следующей стадии полученное вещество подвергается нитролизу. В качестве нитрующих веществ используются тетрафторборат нитрония в растворе сульфолана, тетраоксид азота N2O4, смесь серной и азотной кислот, смесь азотной кислоты и нитрата аммония. Реакция нитролиза протекает по сложному механизму. При этом кроме целевого продукта образуется большое количество промежуточных нитропроизводных гексанитрогексаазаизовюрцитана. Высокий выход целевого продукта достигается при выдерживании реакционной смеси в течение 7-14 ч. при температуре 115—120 °C.
Наиболее плотную ε-форму гексанитрогексаазаизовюрцитана получают осадительной или испарительной кристаллизацией. При осадительной кристаллизации к растворам гексанитрогексаазаизовюрцитана в этилацетате или ацетоне прибавляют алифатические или ароматические углеводороды, в которых растворимость вещества невелика. При испарительной кристаллизации используют смесь летучего растворителя, в котором гексанитрогексаазаизовюрцитан растворяется хорошо (ацетон, этилацетат, изопропилацетат, метилацетат, тетрагидрофуран, ацетонитрил, метилэтилкетон) и менее летучего растворителя, в котором гексанитрогексаазаизовюрцитан растворим плохо (толуол, 1,2-дихлорэтан, ксилол). Отгонка летучего растворителя приводит к постепенному выпадению ε-формы, при этом варьированием условия кристаллизации можно достичь образования частиц ε-формы различного размера и постоянного гранулометрического состава.

## Применение
Гексанитрогексаазаизовюрцитан более эффективен, чем октоген: его скорость детонации и плотность выше (9660 м/с и 2,044 г/см3 против 9100 м/с и 1,84 г/см3 соответственно).
Гексанитрогексаазаизовюрцитан может использоваться как мощное взрывчатое вещество, однако его применению препятствует высокая цена в 1300 долларов за килограмм вследствие небольших объёмов производства, а также низкая устойчивость к удару. У смесей гексанитрогексаазаизовюрцитана с пластификаторами одновременно с повышением устойчивости снижается эффективность.
Смесь гексанитрогексаазаизовюрцитана и октогена в соотношении 2:1, предложенная американским профессором Адамом Матцгером (англ. Adam Matzger) обладает высокой стабильностью, большой плотностью и высокой скоростью детонации (9480 м/с).